# Kurt Wahle

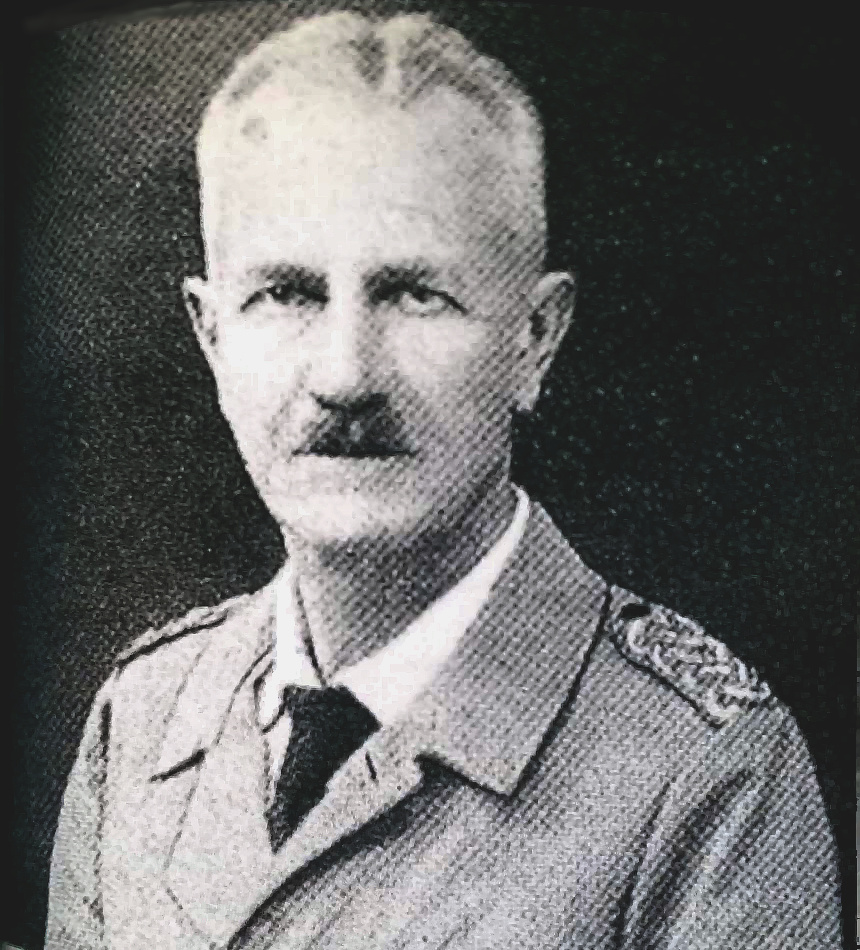
Kurt Wahle im Generalsrang

Kurt Wahle (* 26. Dezember 1854 in Neuhof bei Düben, Provinz Sachsen; † 19. Juni 1928) war ein sächsischer Generalleutnant, der sich im Rahmen der Schutztruppe für Deutsch-Ostafrika am Ersten Weltkrieg beteiligte.

## Leben
Wahle besuchte ab 1867 das Dresdner Kadettenhaus und wurde 1873 als Fähnrich der Sächsischen Armee überwiesen. Im weiteren Verlauf seiner Militärkarriere war er vom 15. Juli 1904 bis zum 15. April 1907 Kommandeur des 6. Infanterie-Regiments Nr. 105 „König Wilhelm II. von Württemberg“ in Straßburg. Anschließend wurde er mit seiner bisherigen Uniform zu den Offizieren von der Armee versetzt, am 25. Mai 1907 zum Kommandeur der 1. Infanterie-Brigade Nr. 45 in Dresden ernannt und in dieser Eigenschaft am 18. Februar 1908 zum Generalmajor befördert. In Genehmigung seines Abschiedsgesuches wurde Wahle am 23. März 1910 mit der gesetzlichen Pension zur Disposition gestellt. Anlässlich seiner Verabschiedung verlieh ihm König Friedrich August III. das Komturkreuz II. Klasse des Verdienstordens.
1914 befand sich Wahle auf einer Reise nach Deutsch-Ostafrika, um seinen dort als Landwirt lebenden Sohn zu besuchen. Er traf unmittelbar zu Beginn des Ersten Weltkriegs in Tanga ein und unterstellte sich dem Kommandeur der Schutztruppe Paul von Lettow-Vorbeck. So kam es zu der besonderen Konstellation, dass ein Generalmajor unter einem Oberstleutnant diente.
Wahle übernahm zunächst den Oberbefehl über die Abschnitte Morogoro und Daressalam, ab 1915 kommandierte er dann den Westabschnitt gegenüber den belgischen Kräften aus dem Kongo, so auch während der Schlacht von Tabora im September 1916. Nach dem Rückzug der Schutztruppe in den Süden befehligte er 1917 die Einschließung und den Beschuss der Hafenstadt Lindi. Am 21. Mai 1917 wurde Wahle der Charakter als Generalleutnant verliehen.
Er ging im November 1917 mit der Schutztruppe nach Mosambik und kehrte im September 1918 mit ihr zurück auf das Gebiet der deutschen Kolonie. Im Oktober 1918 wurde er von Lettow-Vorbeck auf dem Marsch in Ubena auf dringendes ärztliches Anraten seiner angeschlagenen Gesundheit wegen zurückgelassen und geriet mit ebenfalls zurückgelassenen Verwundeten in britische Kriegsgefangenschaft, die er in Blantyre verbrachte. Anfang 1919 kehrte er nach Deutschland zurück. Hier wurde ihm am 29. Oktober 1920 das Komturkreuz II. Klasse des Militär-St.-Heinrichs-Ordens ausgehändigt.
Er war verheiratet mit Jenny, geborene Förster (1867–1891). Die Urne von Kurt Wahle wurde im Erbbegräbnis der Familie Förster in der I. Abteilung (Nr. 25) des Neuen Johannisfriedhofs in Leipzig beigesetzt.